# Prokop (Petridis)
Prokop, imię świeckie Prokopios Petridis (ur. 1960 na Rodos) – grecki duchowny prawosławny, od 2010 r. biskup pomocniczy metropolii Nikiei ze stolicą tytularną w Christianupolis.

## Życiorys
Święcenia diakonatu przyjął w 1984, a prezbiteratu w 1989. Chirotonię biskupią otrzymał 18 października 2009.